# Robert Chauvigny
Pour les articles homonymes, voir Chauvigny (homonymie).
Robert Roger Maurice Chauvigny dit Robert Chauvigny est un compositeur et chef d'orchestre français, né le 13 avril 1916 dans le 18e arrondissement de Paris, et mort le 28 décembre 1963  dans le 11e arrondissement de la même ville.

## Biographie

### Jeunesse et formation
Fils de Pierre Auguste Chauvigny et d'Eugénie Conche, tous deux artistes lyriques, il se destine rapidement à une carrière dans la musique. Il dirige un orchestre dès l'âge de quinze ans et joue de divers instruments dont le violon, le violoncelle, le piano, le xylophone ou encore le concertina.
Il intègre l'Ecole Normale de Musique de Paris, il eut notamment pour professeurs Alfred Cortot et Jeanne Weill. En 1937, à l'âge de vingt-et-un ans, il est lauréat du concours international de piano Gabriel Fauré.

### Collaboration avec Edith Piaf

Edith Piaf et Robert Chauvigny

En 1945, Robert Chauvigny rencontre Edith Piaf qui lui propose de devenir son pianiste-accompagnateur, arrangeur et même chef d'orchestre. Il accepte la proposition et renonce alors à sa carrière soliste.
Chauvigny devient rapidement un proche de la chanteuse qu'il accompagne dans toutes ses tournées et participe à de nombreux enregistrements de disques de Piaf, dont celui où figure l'Hymne à l'amour.
Il compose certaines chansons pour le répertoire d'Edith Piaf, sur des textes écrits entre autres par Michel Rivgauche, Eddie Constantine, Charles Aznavour ou Edith Piaf elle-même.
Leur collaboration s'étend durant plus de quinze ans, jusqu'à ce que Piaf y mette un terme au début des années 1960.

### Fin de vie et mort
Robert Chauvigny meurt à son domicile parisien du Boulevard Voltaire, le 28 décembre 1963, quelques semaines après le décès d'Edith Piaf. Il est inhumé au cimetière parisien de Bagneux.

### Vie privée
Robert Chauvigny épouse Céline Tavian (1921-2006) à New York, le 10 novembre 1955.

## Chansons composées par Robert Chauvigny
- Un refrain courait dans la rue (paroles d'Edith Piaf) - 1946
- C'est d'la faute à tes yeux (paroles d'Edith Piaf - 1950
- Don't cry (C'est d'la faute à tes yeux) (paroles d'Eddie Constantine) - 1950
- Une Enfant (de seize ans) (paroles de Charles Aznavour) - 1951
- Un étranger (paroles de Georges Moustaki) - 1958
- La vie, l'amour (paroles de Michel Rivgauche) - 1960